# Scamboneura opacinotum
Scamboneura opacinotum är en tvåvingeart som beskrevs av Alexander 1931. Scamboneura opacinotum ingår i släktet Scamboneura och familjen storharkrankar. Inga underarter finns listade i Catalogue of Life.